# THE BEST “Red”
『THE BEST "Red"』は、Kalafinaのベスト・アルバム。2014年7月16日に、SME Recordsから発売された。

## 概要
本アルバムは、『THE BEST “Blue”』と2枚同時に発売された、Kalafina初のベストアルバムである。
同グループのデビューシングル『oblivious』から、14枚目シングル『君の銀の庭』がリリースされるまでのアルバムも含めた楽曲の中から、アニメのタイアップ曲などを中心に厳選された14曲と、新曲『prelude』が収録されている。
CDは通常盤、2013年1月23日に開催された『Kalafina 5th Anniversary LIVE “oblivious”』の映像を収録したBDが付属する初回生産限定盤の2仕様で発売された。

## 収録曲
（全作詞・作曲・編曲：梶浦由記）
1. prelude  (1:35)
新曲。
2. mistererioso  (4:00)
劇場版アニメ『劇場版 魔法少女まどか☆マギカ [新編] 』 挿入歌
14枚目シングルのカップリング。
3. 光の旋律  (6:12)
テレビアニメ『ソ・ラ・ノ・ヲ・ト』　オープニングテーマ
7枚目シングル。
4. Lacrimosa  (4:13)
テレビアニメ『黒執事』エンディングテーマ
4枚目シングル。
5. ARIA  (5:23)
劇場版『空の境界』第4章 主題歌
2枚目シングル。
6. 輝く空の静寂には  (4:12)
テレビアニメ『黒執事Ⅱ』挿入歌、エンディングテーマ
8枚目シングル。
7. moonfesta〜ムーンフェスタ〜  (4:27)
NHK『みんなのうた』2012年6月～7月使用曲
11枚目シングル。
8. ひかりふる  (4:53)
劇場版アニメ『劇場版 魔法少女まどか☆マギカ [後編] 永遠の物語』 主題歌
12枚目シングル。
9. oblivious  (4:22)
劇場版『空の境界』第1章 主題歌
1枚目シングル。
10. 音楽  (5:38)
1枚目アルバムの収録曲。
11. Consolation  (5:10)
4枚目アルバムの表題曲。
12. 胸の行方  (6:17)
3枚目アルバムの収録曲。
13. 夢の大地  (4:01)
NHK『歴史秘話ヒストリア』エンディングテーマ
4枚目アルバムの収録曲。
14. Eden  (5:40)
3枚目アルバムのリード曲。
15. アレルヤ  (5:06)
劇場版『空の境界 未来福音』 主題歌
13枚目シングル。